# Альгамбра (театр)
Альга́мбра (исп. Alhambra, от араб. قصر الحمراء‎ каср аль-хамра — «красный замок») — лондонский театр, пользовавшийся популярностью в конце XIX — начале XX века. Название происходит от мавританского дворца Альгамбра в Гранаде.

## Происхождение
Здание Альгамбра было построено по центру восточной стороны площади Лейстер (англ. Leiceter Square) в 1852—1853 годах первоначально под «Паноптикон науки и искусства» и открылось для посетителей 18 марта 1854 года, но через два года Паноптикон потерпел крах. Было принято решение добавить арену цирка, и он вновь открылся 3 апреля 1858 года под названием Альгамбра.
Очень высокий для того времени (31,7 м), театр Альгамбра был построен в неомавританском стиле, с двумя башнями и куполом, в архитектурном стиле, похожим на одноименный театр в Брэдфорде. Внутри была центральная ротонда 29 м в диаметре и столько же в высоту.
Название Лестер-сквер театра менялось часто, но учитывались очень свободные стилистические ассоциации со знаменитой испанской Альгамброй в Гранаде. К 1864 году цирк получил наименование Альгамбра Мюзик-холл. В 1866 и 1881 годы был перестроен. С 1871 года после получения лицензии в Альгамбре начал давать представления конный балет. После пожара в 1882 году Альгамбра был перестроен в более сдержанном стиле и в 1884 году возобновил деятельность в качестве Alhambra Theatre. Дальнейшие перестройки происходили в 1888, 1892, 1897 и 1912 годах. Другие названия, используемые во время жизни театра были: the Royal Alhambra Palace; Alhambra Theatre of Varieties; Theatre Royal, Alhambra; Great United States Circus and New Alhambra Theatre.

## Представления
Театр Альгамбра преимущественно использовался для популярных развлечений в качестве мюзик-холла. Представления исполнялись в обычном музыкальном зале, где дебютировал Жюль Лотар со своим полётом над головами посетителей в мае 1861 года. Другие представления включали «патриотические демонстрации», восхвалявшие Британскую империю и успехи британских военных. Театр также ставил балет и легкую оперу. В 1860-х годах Джон Холлингсхед возглавил Альгамбру и прославился своей роскошной постановкой кордебалета для посетителей Promenade бара из дома напротив. Не только художественные достопримечательности балета Альгамбра были описаны в литературе о том времени.
Канкан, представленный в театре Альгамбра труппой «Парижская Колонна» оказался настолько сексуально провокационным, что в октябре 1870 года Альгамбра лишилась танцевальной лицензии.
Ранние фильмы были также частью представлений. Известны фильмы, показывающие карикатуриста Тома Мерри во время рисования карикатур на германского императора кайзера Вильгельма II (1895) и князя Бисмарка (1895).
В мае 1897 года в театре Альгамбра состоялась премьера балета «Виктория и весёлая Англия» Артура Салливана, написанного по случаю бриллиантового юбилея королевы Виктории. Этот балет исполняли шесть месяцев, что считалось большим успехом. Семь картин балета прославляют в целом английскую историю и культуру, а грандиозный финал - викторианскую эпоху.
Во время Первой мировой войны в театре был поставлен ряд ревю, которые имели большой успех.
Как и многие другие театры, Альгамбра пришла в упадок после Первой мировой войны в связи с ростом популярности кино и радио. Здание было разрушено в 1936 году, чтобы освободить место для Odeon Leicester Square, крупного лондонского кинотеатра, который был построен в 1937 году и остается в ряду действующих.

## Замечание
В прошлом и настоящем насчитывается более десятка театров с названием Альгамбра, но их полный список пока не составлен.